# 27 idegen igen
A 27 idegen igen (eredeti cím: 27 Dresses) 2008-as romantikus vígjáték Katherine Heigl és James Marsden főszereplésével.

## Cselekmény
Jane Nichols (Katherine Heigl) egy önzetlen lány, aki eddig 27 esküvőn vett részt életében, de nem menyasszonyként, hanem mint koszorúslány. Mivel a házasság mítoszán nőtt fel, minden bizarr koszorúslányruháját a szekrényben tartja. A helyzet bonyolódik, amikor húga, Tess (Malin Åkerman) megkéri Jane-t, hogy legyen koszorúslány az esküvőjén, amelyet egyébként azzal a férfival ünnepel, akibe Jane titokban szerelmes, ő George (Edward Burns), a főnöke.
Az anya nélkül felnövő Jane azt is megtanulta, hogy húgától kezdve apjáig mindenkiről gondoskodjon, olyannyira, hogy önzetlensége és örök kislányos története felkeltik Kevin Doyle (James Marsden) újságíró kíváncsiságát, aki jó karrierépítő cikknek látja a történetét. Azzal az ürüggyel, hogy cikket akar írni Tess és George esküvőjéről, Kevin randevúzni kezd Jane-nel, hogy mindent megtudjon az esküvőkről, amelyeken részt vett, és arról, hogy azok mit jelentenek számára.
Ők ketten nagyon eltérően gondolkodnak: míg Jane a házasságot egy szerelmi álom beteljesülésének tekinti, addig Kevin az utolsó megmaradt jogi kötöttségnek. Különbségeik és állandó veszekedéseik ellenére gyengéd érzés születik az örök leányka és a cinikus újságíró között. Egy esős éjszakán, miután egy kocsmába menekülnek, berúgnak és énekelni kezdenek a pulton, végül egymás karjaiban kötnek ki. Másnap reggel Jane elolvassa a cikket, amelyet Kevin írt róla, 27 koszorúslányruhás fotóval együtt. A férfi viselkedése miatt megbántott lány megdöbbenve távozik. Ráadásul rájön, hogy Tess teljesen átalakította édesanyja esküvői ruháját, amelyben Jane a házasságról álmodott, és ezzel javíthatatlanul tönkretette azt. Jane, akit elkeserít húga önzése és a leendő vőlegénye iránti őszinteség hiánya, még aznap este egy családi vacsorán olyan fotókat mutat, amelyek felfedik Tess valódi jellemét. George csalódottan úgy dönt, hogy lemondja az esküvőt, de ez nem segít Jane-nek, hogy jobban érezze magát. Bár Kevin megpróbálja megvigasztalni, és bocsánatot kér a cikk miatt, a lány elutasítja.
A két nővér végül kibékül, és Tess azt mondja neki, hogy nem kell mindig másokkal törődnie, hanem kezdjen el egy kicsit magára is gondolni. Jane elkezdi elrakni mind a 27 ruháját, és bevallja érzéseit George-nak. Főnöke meghatottan megcsókolja, de egyikük sem érzi a remélt érzelmeket, így Jane rájön, hogy a férfi, akibe valójában szerelmes, Kevin. Miután felmondott, Kevinhez siet, és bátran elmondja neki, hogy a vele való harc a legjobb dolog, ami történhetett vele. 
Egy évvel később romantikus szertartás keretében összeházasodnak a tengerparton. Ott George újra találkozik Tesszel, és a lány most először őszinte vele. A pillantásaikból kiderül, hogy újra összejöhetnek. Jane 27 barátnője kíséretében érkezik az oltár elé, mindegyikük saját koszorúslányruhát visel.

## Szereplők
| Szerep      | Színész         | Magyar hang     |
| ----------- | --------------- | --------------- |
| Jane        | Katherine Heigl | Mezei Kitty     |
| Kevin Doyle | James Marsden   | Nagy Ervin      |
| Tess        | Malin Akerman   | Pikali Gerda    |
| George      | Edward Burns    | Széles László   |
| Casey       | Judy Greer      | Kovács Patrícia |
| Maureen     | Melora Hardin   | Spilák Klára    |
| Mr. Nicols  | Brian Kerwin    | Forgács Gábor   |
| Trent       | Maulik Pancholy | Bódi Gergő      |

## Zeneszámok a filmben
| - "Laleh" – Elton Ahi - "Don't Stop 'Til You Get Enough" – Michael Jackson - "Call me irresponsible" – Michael Bublé - "Cow" – Gene Loves Jezebel - "Sun Rise Light Flies" – Kasabian - "Valerie" – Mark Ronson feat. Amy Winehouse - "Cherry-Coloured Funk" – Cocteau Twins - "Who knows" – Natasha Bedingfield - "Unfair" – Josh Kelley - "Hips don't lie" – Shakira - "Lady West" – Jamie Scott and The Town | - "The Sky Is Crying" – Albert King - "Freckle Song" – Chuck Prophet - "Anna" – Bad Company - "Bennie and The Jets" – Elton John - "Under The Influence" – James Morrison - "Happy Together" – The Turtles - "Big Bounce" – Dick Lemaine - "So Here We Are" – Bloc Party - "Love has fallen on me" – Chaka Khan - "Like a Star" – Corinne Bailey Rae |

## Fordítás
- Ez a szócikk részben vagy egészben  a(z)   27 volte in bianco című olasz Wikipédia-szócikk fordításán alapul.  Az eredeti cikk szerkesztőit annak laptörténete sorolja fel. Ez a jelzés csupán a megfogalmazás eredetét és a szerzői jogokat jelzi, nem szolgál a cikkben szereplő információk forrásmegjelöléseként.